# Легенда о сэре Гавейне и Зелёном рыцаре
«Легенда о сэре Гаве́йне и Зелёном Ры́царе» (также «Меч отважного» или «Меч храбреца», англ. Sword of the Valiant: The Legend of Sir Gawain and the Green Knight) — приключенческий фильм по мотивам поэмы «Гавейн и Зелёный Рыцарь», снятый режиссёром Стефеном Виксом. Это был не первый фильм Уикса по легенде о Гавейне: в 1973 году он снял картину «Гавейн и Зелёный Рыцарь» (англ. Gawain and the Green Knight).

## Сюжет
Фильм начинается со сцены пира, во время которого в замок въезжает рыцарь в зелёном и спрашивает, найдется ли храбрец, готовый сыграть в игру по его правилам. Вызывается Гавейн, ещё не ставший рыцарем. Зелёный рыцарь объясняет, что даст Гавейну один шанс себя обезглавить, но затем тот окажет ответную услугу. Гавейн обезглавливает рыцаря, тот подбирает собственную голову и заново прикрепляет к телу. Затем зелёный рыцарь велит Гавейну встать на колени и принять ответный удар, однако за него вступается король и говорит, что Гавейн ещё ребёнок. Тогда рыцарь обещает вернуться через год.

## В ролях
| Актёр           | Роль             |
| --------------- | ---------------- |
| Эмма Саттон     | Моргана          |
| Майлз О’Киффи   | Гавейн           |
| Шон Коннери     | Зелёный Рыцарь   |
| Лиля Кедрова    | леди Лайонесс    |
| Питер Кашинг    | сенешаль Гаспар  |
| Тревор Ховард   | король Артур     |
| Рональд Лейси   | Освальд          |
| Джон Рис-Дэвис  | барон Фортинбрас |
| Дэвид Раппапорт | Шалфей           |